# Armigeres apoensis
Armigeres apoensis är en tvåvingeart som beskrevs av Richard Mitchell Bohart och Farner 1944. Armigeres apoensis ingår i släktet Armigeres och familjen stickmyggor.
Artens utbredningsområde är Filippinerna. Inga underarter finns listade i Catalogue of Life.